# コルドリエ・クラブ

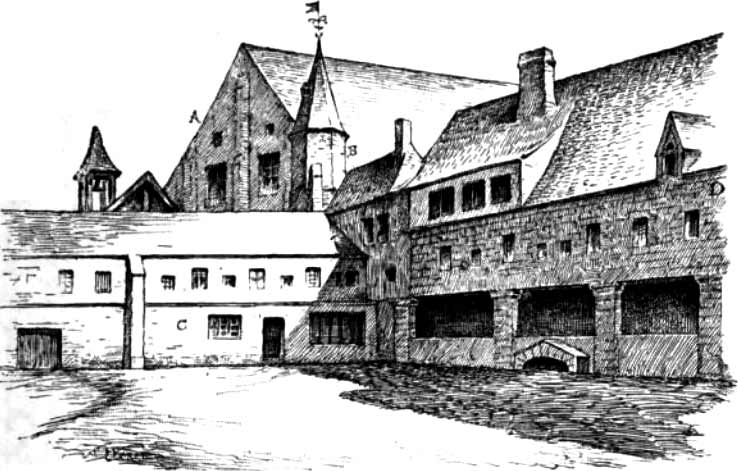
1793年のコルドリエ修道院

コルドリエ・クラブとして知られるコルドリエ、正式には人間と市民の権利の友の会（Société des Amis des droits de l’homme et du citoyen）は、フランス革命期の人民結社で、人民協会とも言う。

## 歴史
コルドリエ・クラブは憲法制定国民議会がパリの60の地区を廃止して48の区（セクション）を新たに設置した時にコルドリエ地区の住民によって結成された（1790年5月21日）。
クラブは最初コルドリエ修道院の教会で会議を開いた。コルドリエはフランスでフランシスコ会原始会則派に付けられた名前であるが、1791年以降、コルドリエ修道院の建物は、カフェ・プロコープと同様にパリのドフィーヌ通りの集会場を兼ねていた。1791年5月15日に新教徒がサン・トマ・デュ・ルーブル教会へ移転したため、一週間後の5月22日にコルドリエ修道院から、新教徒が明け渡したパリ博物館へ集会の拠点を移した。
現在、修道院の建物は医学校に関連した解剖学のデュピュイトラン博物館になっている。
コルドリエ・クラブは王政とアンシャン・レジームに対する革命的手段の推進に努め、特にLiberté, égalité, fraternité（「自由、平等、友愛」）の標語を普及させる役割を果たした。ギシャルダン侯爵はそれに伴う演説を1791年5月に軍隊で行っている。コルドリエ・クラブはパリにおける食料の確保を任務とした革命軍の創設と、理性の崇拝の創設に特に影響を及ぼした。
この団体は1792年6月20日の国王に対する抗議活動と、8月10日の王制打倒の運動に積極的に参加した。しかし、それ以後、もっと穏健な指導者であったジョルジュ・ダントン、ファーブル・デグランティーヌ、カミーユ・デムーランが（ダントン派または反革命派として知られるIndulgents と称するグループを形成して）
コルドリエ・クラブから距離を置いたと考えられており、クラブはJ・R・エベール、F・N・ヴァンサン、C・P・H・ロンサン、A・F・モモロのような恐怖政治の強化を要求していた革命家の支配下に置かれた。これらの革命家はアンラジェ の極左をなすエベール派を形成した。
こうして、今やエベール派によって掌握されたコルドリエ・クラブでは、エベール派と、恐怖政治を終わらせようと望んでいた革命家、特にダントンとカミーユ・デムーランの間で抗争が勃発し、それはまずデムーランによって、彼が編集していた雑誌の誌上において始まった。デムーランの雑誌『ル・ヴィユー・コルドリエ 』は、『デュシェーヌ親父 』に対抗して1793年12月にデムーランにより出版された。これらの穏健な革命家はヴァンデ反乱鎮圧軍のウェステルマン将軍の支援を受けていたが、必ずしも全てが人道の考慮を動機としていたわけではない。ファーブル・デグランティーヌやフランソワ・シャボのような人物は妥協し、恐怖政治の過酷さを怖れて彼ら自身の生命を案じていた。コルドリエ・クラブはダントンとデムーランを追い出し、ロベスピエールを彼の「穏健」を理由に非難したが、コルドリエ・クラブが企てた新たな反乱は失敗し、その指導者たちは1794年3月24日にギロチンにかけられ、それ以降コルドリエ・クラブは歴史から姿を消した。

## 書誌
コルドリエから出てきた論文はジャン・モリス・トゥルヌー『Bibliographie de l'histoire de Paris pendant la Révolution 』（1894年）の i. （エベール派の企てに関して） No.4204-4210、ii. No. 9795-9834と11,813に挙げられている。A・ブージェアール『Les Cordeliers, documents pour servir a l'histoire de la Révolution 』（カーン、1891年）、G・ルノートル『Paris révolutionnaire 』（パリ、1895年）、G・トリドン『Les Hébertistes, plainte contre une calomnie de l'histoire 』（パリ、1864年）も参照。最後に挙げた著者は4か月の懲役の判決を受けた。彼の著作は1871年に再出版された。1790年にコルドリエ修道院で発見された絵の目録はJ・ギフレイにより出版された『Nouvelles archives de l’art français 』の viii. と第2シリーズの iii. （1880年）にある。

## 著名なメンバー
- ジャック・ピエール・ブリッソー
- ジャン＝バティスト・カリエ
- ピエール・ガスパール・ショーメット（英語版）
- マリー＝ジョゼフ・シェニエ（英語版）
- ジョルジュ・ダントン
- カミーユ・デムーラン
- ファーブル・デグランティン（英語版）
- ジャック・ルネ・エベール
- ジャン＝ポール・マラー
- アントワーヌ＝フランソワ・モモロ（英語版）
- ピエール＝フランソワ＝ジョゼフ・ロベール（英語版）
- シャルル＝フィリップ・ロンサン（英語版）
- フランソワ＝ニコラ・ヴィンセント（英語版）